# 檢控酌情權
在英美法系中，檢控酌情權（英語：prosecutorial discretion）容許檢察官酌情決定是否提出公訴（刑事控告）及提出哪些控罪。而在大陆法系国家，檢察官則是必須要提出公訴。